# Herculean
Herculean é o primeiro single da banda britânica de rock alternativo The Good, the Bad and the Queen, extraído do álbum de mesmo nome. Foi lançado no dia 30 de outubro de 2006.

## Faixas
Maxi CD
1. Herculean - 3:59
2. Back In The Day - 5:29
3. Mr. Whippy (feat. Eslam Jawaad) - 3:14

7"
1. Herculean - 3:59
2. Mr Whippy (feat. Eslam Jawaad) - 3:14